# Navire de commandement amphibie

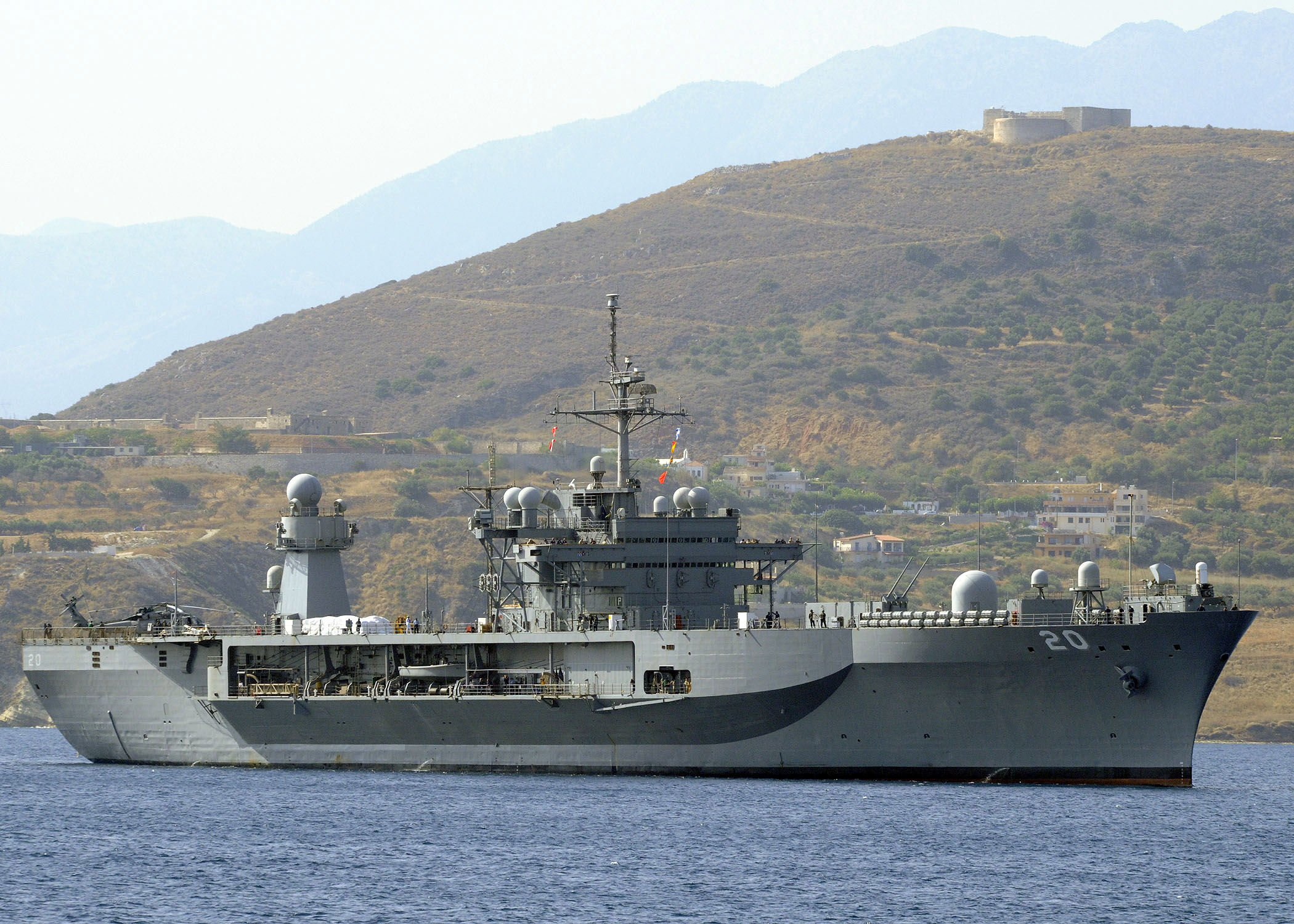
Le navire de commandement amphibie.

Un navire de commandement amphibie (en anglais : amphibious command ship, désignation « LCC ») est un type de navire utilisé par la marine américaine.
Il s'agit d'un grand navire conçu à l'origine pour commander de grandes invasions amphibies. Cependant, comme les invasions amphibies sont devenues peu probables dans les conflits modernes, ils sont maintenant utilisés comme navires de commandement et servent donc de quartier général flottant.
Actuellement, deux LCC sont actifs dans la marine américaine : l'USS Blue Ridge et l'USS Mount Whitney, respectivement, navires amiraux de la Septième et Sixième flotte des États-Unis.